# Корі (алаафін)
Корі (XIV ст.) — 5-й алаафін (володар) держави Ойо.

## Життєпис
Син алаафіна Аганджу, після смерті якого посів трон. відомостей про нього обмаль. відомо, що воював проти Бенінського царства, проте без певного успіху. Спадкував йому син Олуасо.